# 고륜화정공주
고륜화정공주 아이신기오로씨 (固倫和靜公主, 1756년 8월 10일 ~ 1775년 2월 9일)는 건륭제의 7번째 딸이자, 효의순황후 위가씨의 첫째 딸이다.

## 어린 시절
건륭 21년 7월 15일 인시에 원명원 오복당에서 태어났다.
청나라 군대가 준가르의 서쪽을 정벌할때, 역을 철수하는 변이 일어나 곤자포가 명령을 받고 반란을 일으켰다. 당시의 불리한 형세를 반전시킨 중요한 인물은, 하나는 장가활불이고 하나는 책령의 아들 성곤자포(成昆子布)이다. 성곤자포의 아들이 그 해, 어린 나이로 7공주의 부마로 낙점되면서 경성으로 들어왔다. 아버지 성곤자포도 경성 책릉왕부의 부마에게 자주 들어가 어린 공주에게 문안을 드리고, 공주의 건강상태를 그에게 들려줄 것을 청했다. 곡절에 따르면 누나의 아버지는 이모를 궁에 보내 오량해에서 많이 나는 밍크, 여우가죽 등 7공주에게 사적인 선물을 하곤 했다.
건륭 28년 (1764년) 4월 28일, 흔귀비 대가씨가 난산으로 죽자, 흔귀비의 8공주와 함께 경교 외곽의 정안장으로 가서 흔귀비에게 효를 다했다.
건륭 29년 1월 7일, 건륭제는 납왕다이제에게서 10년치 봉급을 지급하고 내무부 대신에게 전당포를 열어 이자를 벌었는데 원리 17,147냥, 1년에 2천냥을 벌 수 있었다. 당시 7공주는 겨우 9살이었다.
건룽 35년 (1770년) 1월, 7공주는 황제의 은덕을 입어 고륜화정공주(원래는 화석공주)로 진봉했지만, 실제 처우는 적누이인 고륜화경공주보다 훨씬 못했고, 대부분 화석공주로 대접 받았으며, 화정공주는 연봉 은 4백냥, 화경공주는 1천냥이었다. 윤5월 20일, 더위에 약한 7공주 부마 납왕다이제를 장가구 밖의 목장으로 피서를 보냈다. 공주부의 규격이나 수리비, 혼수 속 전당포, 추가 하사품 등은 화경공주보다 훨씬 적었다. 그 해 7월 4일, 고륜화정공주가 시집가기 20일 전쯤, 건륭제는 아직 지어지고 있던 7공주부를 돌아보았다. 7공주부의 전신은 신하 고항(高恒)의 보물골목 저택으로, 이후 공주부로 개축되었다. 공주부를 짓는 비용은 8천여 냥으로, 적누이인 화경공주의 2만여 냥보다 훨씬 적다. 또한 공주부가 완성이 되지 않자, 건륭은 희춘원을 고륜화정공주에게 하사했다. 3년에 걸친 희춘원 보수공사가 끝난 뒤 건륭제는 어원으로 허가했다.

## 결혼 생활
이후, 몽골 초용친왕 책릉의 손자인 납왕다이제 (책릉소에서 강희제의10공주 고륜순각공주)에게 정식으로 하가했다. 고륜화정공주가 시집갈때 7월 21일 정대광명전에서 초례를 했는데, 그 혼례 술은 건륭제 이전에 출가한 공주보다 훨씬 적었다.
건륭 36년 3월 24일, 타미르로 떠나 성곤자포의 포복에 조의를 표했다. 원래 이 해 1월 10일에 출발할 예정이었으나, 칼카 지방은 매우 추웠고 봄철이어서, 공주가 눈보라를 만나도 피할 수 없을 것 같아 출발을 연기하였다. 화정공주는 6월 10일 타미르에서 경성으로 돌아왔다. 공주는 돌아올 때 피서산장으로 가서 황태후의 만안을 청했다.
건륭 36년 6월, 호군학교는 공주가 상경하지 않아, 화정공주의 일일 음식 할인 은냥을 체납해 모두 은 92냥 5전을 받았다. 이 때문에 장기간 파면되고 내무부의 심문을 총괄하게 되었다. 장사 촌새는 공주부의 전곡을 관리하는 사람으로, 평소 사찰에 대비하지 못해 은과 양침을 일삼아 감봉 1년을 받았다. 8월 11일, 납왕다이제의 아버지인 장군 성곤자포가 병사하였다. 화정공주는 피서산장에서 머물다 황태후를 따라 북경에 돌아왔지만, 부마 부부와 함께 타미르에 가지 않았다. 건륭제는 내년에 다시 타미르로 가라고 공주에게 지시했지만, 공주는 가지 못하고 경성에서만 효도했다.
건륭 35년, 36년 부마의 부모가 잇따라 사망하자, 부마는 몽골로 건너가 부모의 효를 지키며 화정공주와 별거했다. 건륭제가 성지를 내려 부부를 권계하면, 가산을 다투는 비열한 행위를 용납하지 않을 것이며, 그렇지 않으면 방방곡곡의 웃음거리가 될 것이다. 그래서 재산을 공평하게 분배하도록 했다. 부마의 형제인 델란도르제(德楞多尔济)는 이미 분가했고, 나머지 두 형제는 모두 라마가 되어 가산을 분배할 필요가 없고, 남은 재산은 대부분 부마인 납왕다이제가 가졌다.
건륭 38년 12월 20일, 예비 보르지기트씨가 훙거하고, 시집간 7공주와 부마인 납왕다이제가 입상하였는데, 이것이 고륜공주가 후궁을 위한 장례에 입상한 유일한 사례이다. 그만큼 화정공주는 진정한 고륜공주로 인정받지 못했다.
건륭 40년 (1775년) 1월 10일, 스무살의 나이로 세상을 떠났다. 화정공주가 별세 후, 장례의례, 화정공주 원침 공사 등의 비용을 14,311냥을 썼다. 이 비용과 원침 규제는 15년 전 세상을 떠난 건륭제의 양녀 화석화완공주보다 적었다. 《흠정팔기통지》에는 고륜공주의 원침규격 등은 군왕과 같이하고, 화석공주의 원침규격 등은 패륵, 패자와 같이 한다. 라고 써있다. 건륭 40년, 고륜화정공주와 적누이인 화경공주의 부마인 색포등파륵주이도 세상을 떠났는데, 건륭제는 화경공주의 부마인 색포등파륵주이의 정삭적인 규격에 따라 비정을 지었는데 화정공주의 비정이 필요없다는 것을 확인하라는 지시를 내린 것이다.
부마 납왕다이제에도 속현이 있어 유일하게 재혼 기록을 갖고있다. 화정공주는 동직문 밖에 있는 원침에 묻혔고, 고륜공주의 부마인 납왕다이제가 죽은 후에 공주와 합장하였다. 이 무덤은 현재 베이징 차오양구 둥직먼 외곽 장타이향 다청각 장촌 동쪽에 있다. 그 후, 후손인 차가바질과 증손자인 다르마의 2대 왕가 부부와 가정에 올랐다. 이 묘역에 함께 묻혔다.

## 어제시(御制詩)
- 藩屏世泽效劻勷，重见秦台引凤凰；畏侮和亲鄙娄敬，费奢昵爱笑同昌。结缡戒勿恃尊贵，就邸勉教孝舅嫜。嘉宴聊因循典则，无须兰省赋催妆。
- 诗中有註：“成衮扎卜之父超勇亲王策棱在皇祖时尚大长公主为额驸，今拉旺多尔济复尚主，世承恩泽，蒙古中罕有。”

## 고륜화정공주가 나온 영상매체
| 년도 | 제목                   | 배우   | 극중 이름     | 극중 호칭 |
| ---- | ---------------------- | ------ | ------------- | --------- |
| 2018 | 여의전                 | 금자기 | 애신각라 경운 | 7공주     |
| 2019 | 연희공략 외전 금지옥엽 | 왕학윤 | 애신각라 소화 | 소화공주  |